# Richie Goods
Richie Goods (10 januari 1969) is een Amerikaanse jazzmuzikant (contrabas, e-bas) en componist van de jazz en fusion.

## Biografie
Goods groeide op in Pittsburgh en hij speelde al vroeg in kerkgemeenschappen en clubs, terwijl hij de Pittsburgh Creative and Performing Arts High School bezocht. Na afsluiting van de school studeerde hij in het jazzprogramma van het Berklee College of Music. Vervolgens verhuisde hij naar New York, waar hij vervolgonderwijs had bij Ron Carter en Ray Brown. Hij werkte vanaf begin jaren 1990 o.a. negen jaar met Mulgrew Miller, met wie ook de eerste opnamen ontstonden (With Our Own Eyes, 1993, met Tony Reedus), verder met Milt Jackson, Stanley Turrentine, DJ Jazzy Jeff & The Fresh Prince, Christina Aguilera, Norman Simmons, Eddie Allen, Russell Malone, Vincent Herring, Antonio Hart, Don Braden, Helen Sung, Masahiro Nakagawa, Anthony Wonsey, Louis Hayes en Erich Kunzel & The Cincinnati Pops Orchestra.
Goods was ook werkzaam als begeleider van de zangeressen Heidi Martin, Vanessa Rubin, Roseanna Vitro, Pamela Luss, Simone Kopmajer, Gillian Margot en The Manhattan Transfer. Met zijn fusionband, waartoe Helen Sung, Jeff Lockhart en drummer Mike Clark behoorden, nam hij in 2007 het livealbum Richie Goods & Nuclear Fusion: Live at the Zinc Bar op. Met Daniel Kramer en Oleg Butman ontstond in het volgende jaar de trioproductie Kramer/Goods/Butman. In 2017 bracht hij met zijn band Nuclear Fusion het album Three Rivers uit.
Als sessiemuzikant werkte hij mee ook aan producties van Patti Austin, Whitney Houston, Alicia Keys en Common. Hij toerde vijf jaar lang met Chris Botti. Goods speelt tegenwoordig in het Geoffrey Keezer Quartet. In Zwitserland trad hij op met Dani Felber. Tussen 1993 en 2015 was hij betrokken bij 48 opnamesessies.
- Gemeinsame Normdatei: 134954505
- International Standard Name Identifier: 0000 0001 1936 7097
- Library of Congress Control Number: nr98032485
- Nationale Bibliotheek van Israël: 987007315241205171
- Virtual International Authority File: 79876609
- WorldCat: E39PBJrGrXXMrXdXVqC8FdrDv3